# Mladifest
Mladifest (također i Međunarodni festival mladih Međugorje, eng. Medjugorje International Youth Festival), međunarodni je višednevni godišnji susret katoličke mladeži u Međugorju.
Susret se od 1989. održava redovno od 1. do 6. kolovoza (susret ponekad počinje 31. srpnja). Na susretu sudjeluje više od 50 000 mladih i oko 500 svećenika iz cijeloga svijeta. Susret posjetiteljima nudi duhovni odmor uz molitvu, različita svjedočanstva, procesije, molitvu krunice, svete mise, pjesme, klanjanje, koncerte, plesove i nastupe zbora i orkestra sastavljenoga, kako od domaćih, tako i stranih glazbenika.
Svi programi u organizaciji Mladifesta prevode se trenutno preko radijskih prijamnika na dvadesetak jezika. Program se najčešće vodi na hrvatskom jeziku (prevodi se preko zvučnika), a tijekom misnih slavlja koristi se i latinski jezik.
Prvi ovakav susret održan je 1989. godine na poticaj fra Slavka Barbarića. Na prvome susretu sudjelovalo je oko 800 mladih, no svake se godine povećava broj sudionika Mladifesta.

### Hrvatska
Festival istoga imena održava se od 2019. i u Hrvatskoj. 

### Sjeverna Amerika
Mladifest se održava i među američkim i kanadskim Hrvatima u Sjevernoj Americi (North American Mladifest). U travnju 2023. održan je u Los Angelesu.

## Teme susreta
| Godina | Tema susreta                                                                             |
| ------ | ---------------------------------------------------------------------------------------- |
| 2001.  | S Marijom rasti u mudrosti i ljubavi                                                     |
| 2002.  | S Marijom svjedočiti radost i mir                                                        |
| 2003.  | Preko krunice otvorite mi svoje srce                                                     |
| 2004.  | Htjeli bismo vidjeti Isusa (Iv 12,21)                                                    |
| 2005.  | Dođosmo pokloniti mu se (Mt 2,2)                                                         |
| 2006.  | Tvoja riječ nozi je mojoj svjetiljka i svjetlo mojoj stazi (Ps 119,105)                  |
| 2007.  | Ljubite jedni druge; kao što sam ja ljubio vas tako i vi ljubite jedni druge! (Iv 13,34) |
| 2008.  | Primit ćete snagu Duha Svetoga koji će sići na vas i bit ćete mi svjedoci (Dj 1,8)       |
| 2009.  | Što god vam rekne, učinite! (Iv 2,5)                                                     |
| 2010.  | Učitelju dobri, što mi je činiti da baštinim život vječni? (Mk 10,17)                    |
| 2011.  | Evo službenice Gospodnje, neka mi bude po tvojoj riječi! (Lk 1,38)                       |
| 2012.  | Gospodine, daj nam više vjere! (Lk 17,5)                                                 |
| 2013.  | Vjera ljubavlju djelotvorna! (Ga 5,6)                                                    |
| 2014.  | Evo ti majke! (Iv 19,27)                                                                 |
| 2015.  | Mir vama!                                                                                |
| 2016.  | Budite milosrdni! (Lk, 6, 36)                                                            |
| 2017.  | Da ljubav vaša sve više raste (Fil 1,9)                                                  |
| 2018.  | Živjeti od Božje riječi! - “Tada im otvori pamet da razumiju Pismo.” (Lk 24,45)          |
| 2019.  | Idi za mnom! (Mk 10,21)                                                                  |
| 2020.  | Dođite i vidjet ćete! (Iv 1,39)                                                          |
| 2021.  | Koje dobro moram činiti? (Mt 19,16)                                                      |
| 2022.  | Učite od mene i naći ćete mir (Mt 11,28-30)                                              |

## Vanjske poveznice
- Službene stranice Mladifesta